# Виттенберге
Виттенбе́рге (нем. Wittenberge, пол. Biała Góra, полаб. Bjola Gora "Белая Гора") — город в Германии, в земле Бранденбург.
Входит в состав района Пригниц.  Занимает площадь 50,44 км². Официальный код — 12 0 70 424.
Город подразделяется на 7 городских районов.

## Население
| Год  | Численность | Численность |
| ---- | ----------- | ----------- |
| 2010 | 18 571      | [ 1 ]       |
| 2015 | 17 206      | [ 2 ]       |
| 2020 | 16 862      | [ 3 ]       |
| 2021 | 16 682      | [ 4 ]       |
| 2022 | 16 837      | [ 5 ]       |
| 2023 | 16 982      | [ 6 ]       |

## Города-побратимы
- Шалон-ан-Шампань, Франция
- Эльмсхорн, Германия
- Разград, Болгария

## Галерея

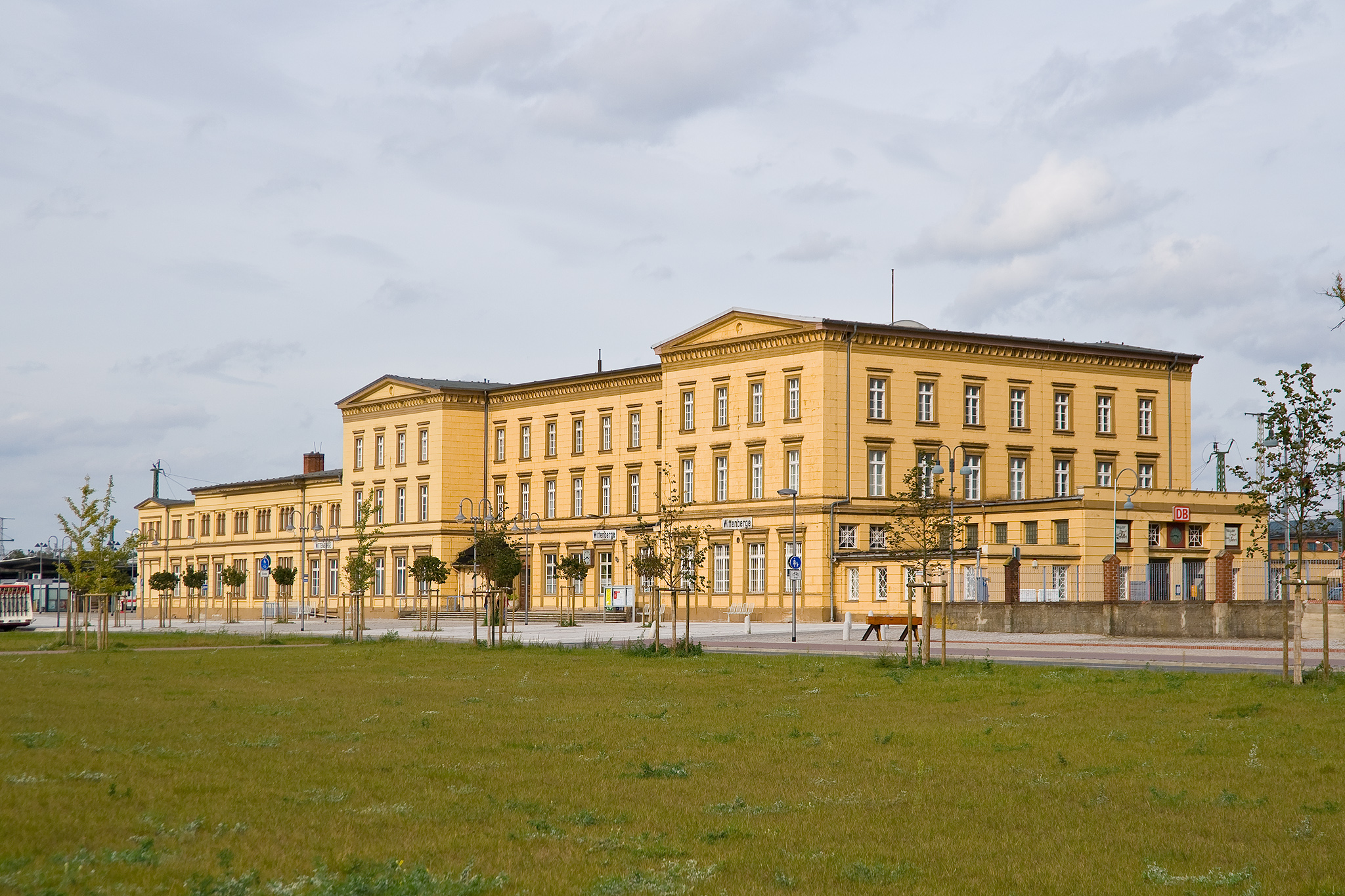
Городской вокзал
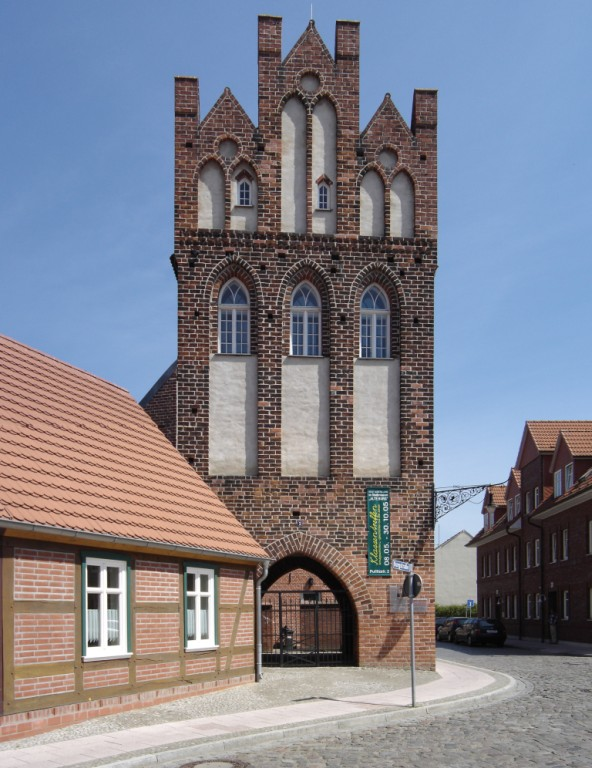
Ворота Виттенберге
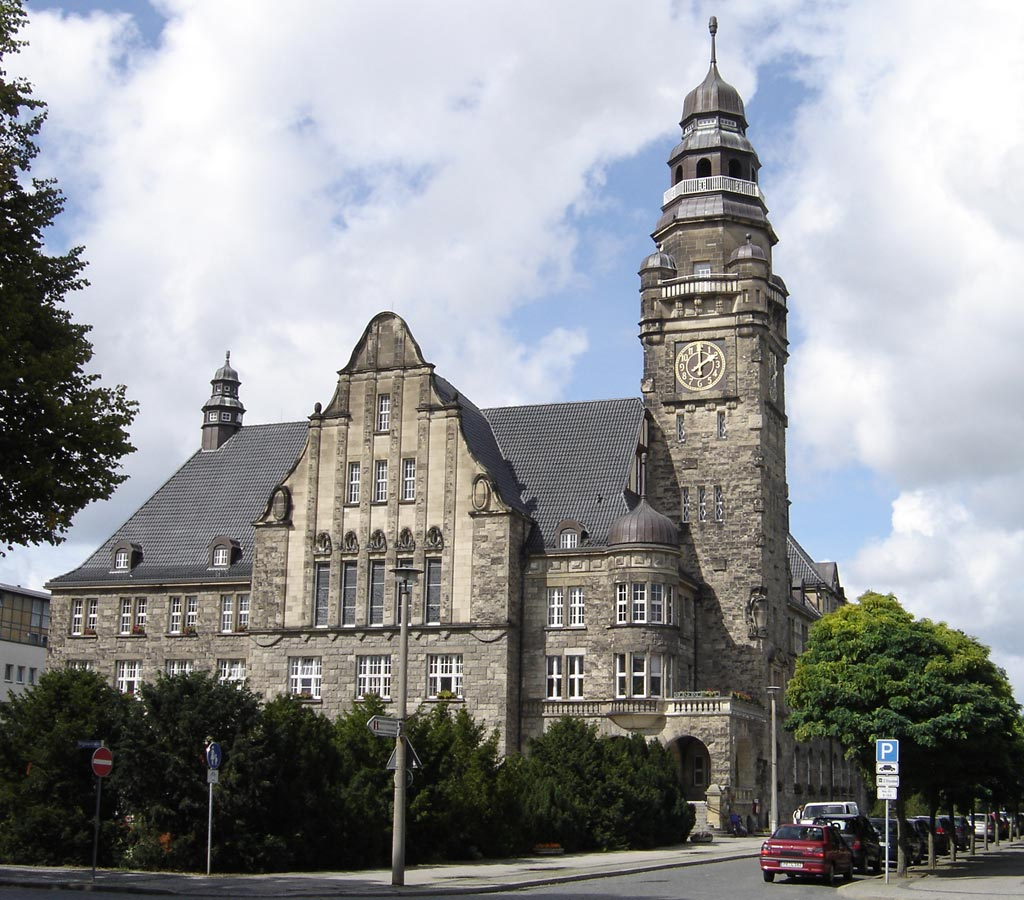
Ратуша Виттенберге
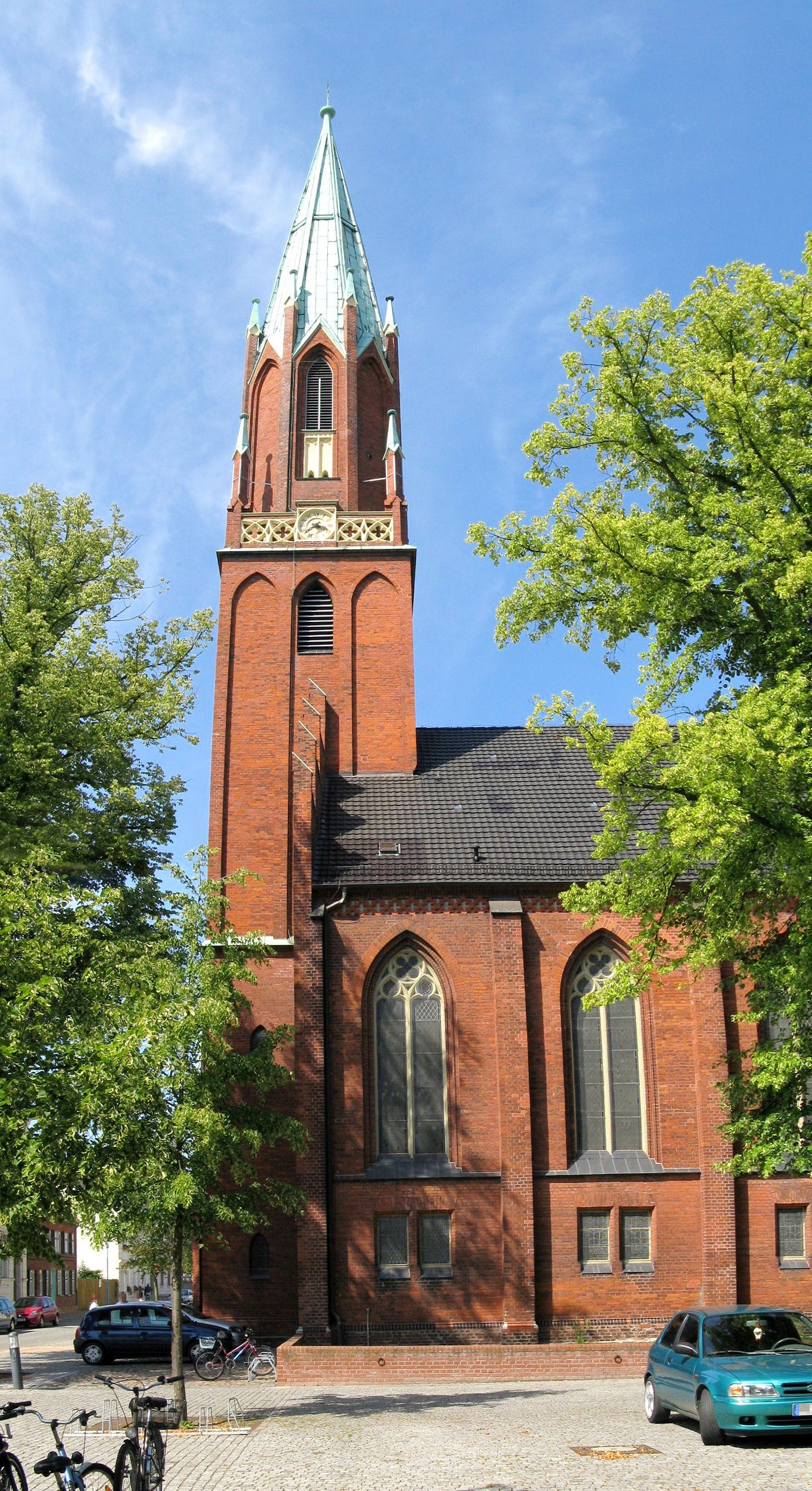
Лютеранская церковь
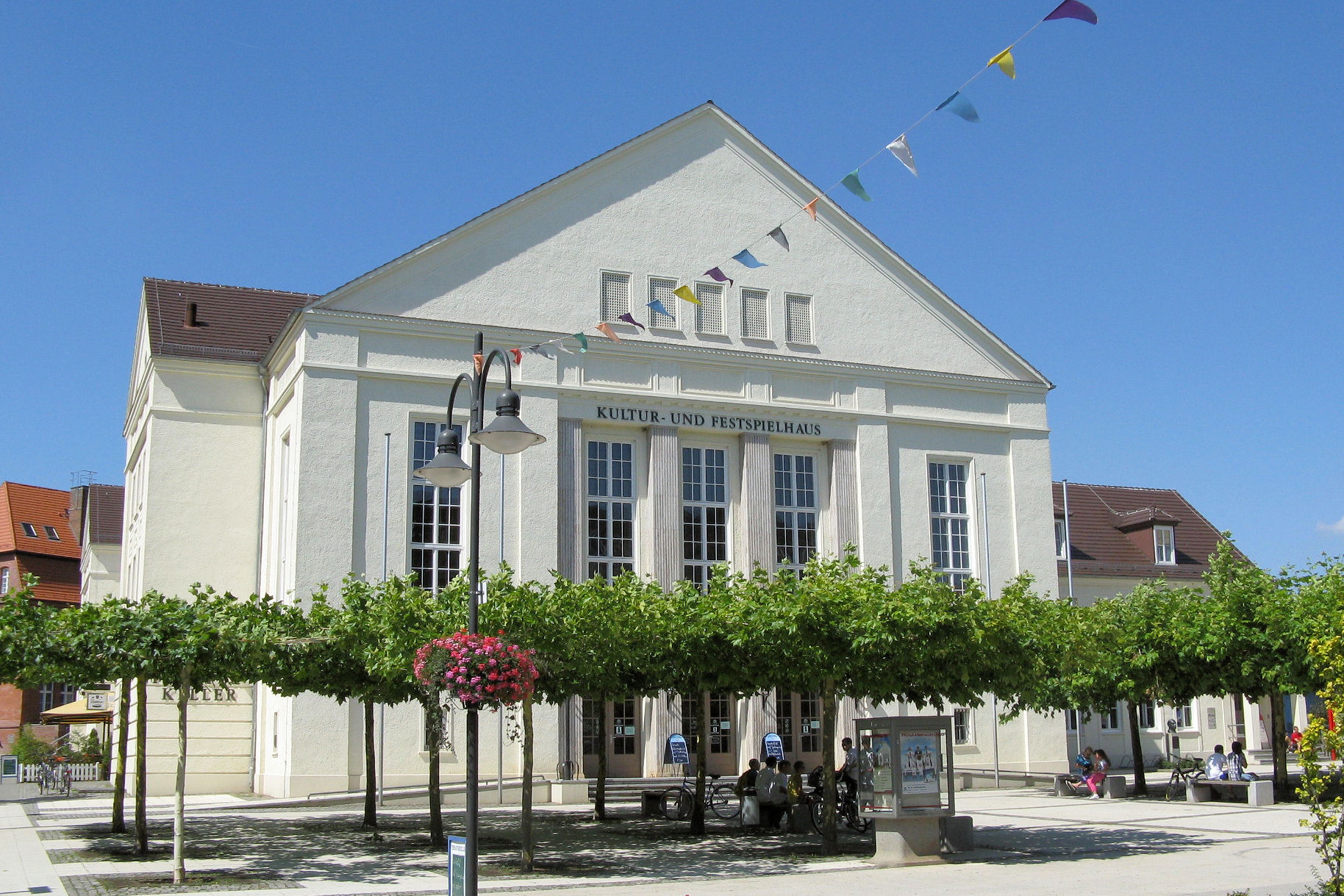
Дом культуры и фестивалей
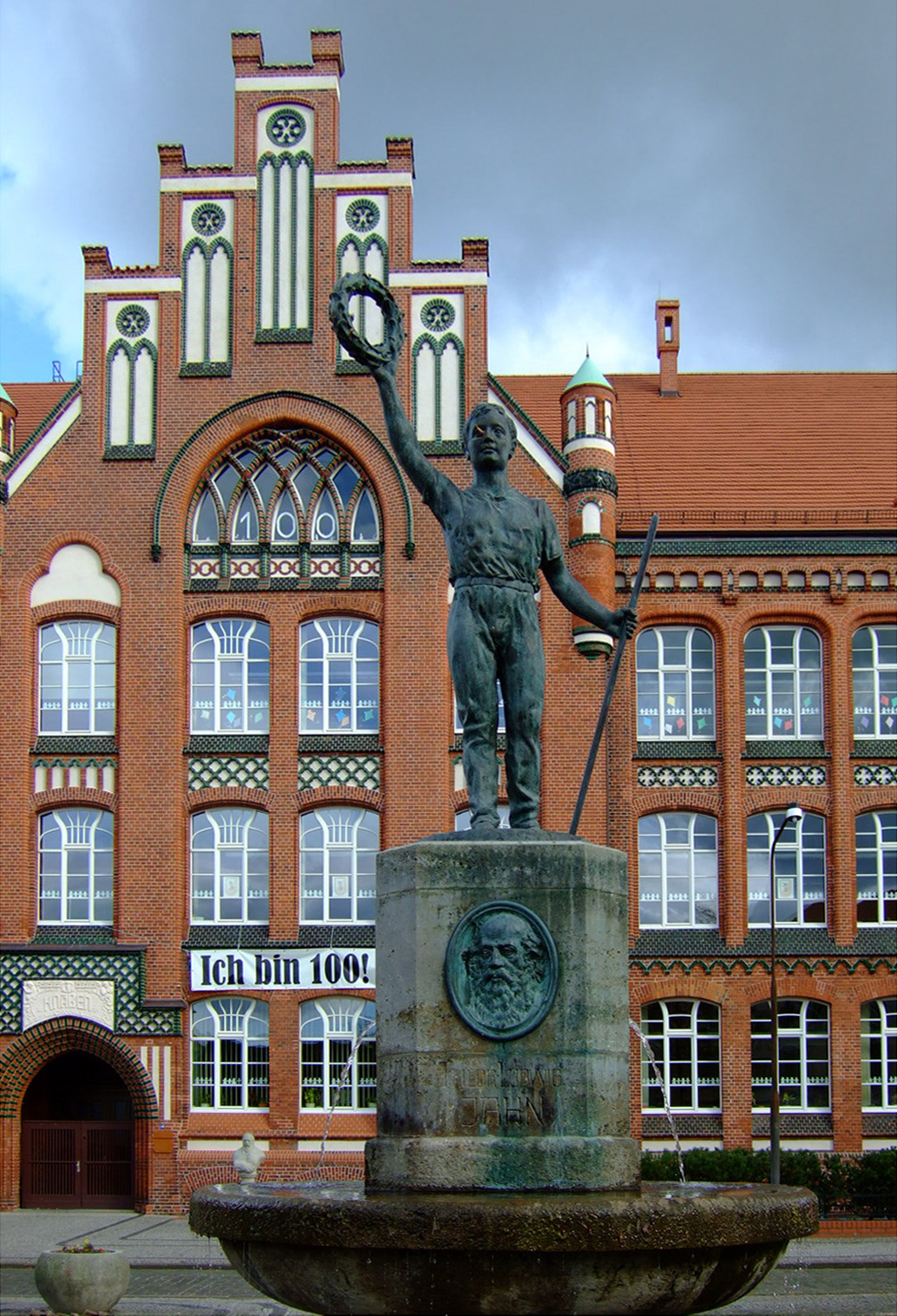
Мемориал в школе Яна
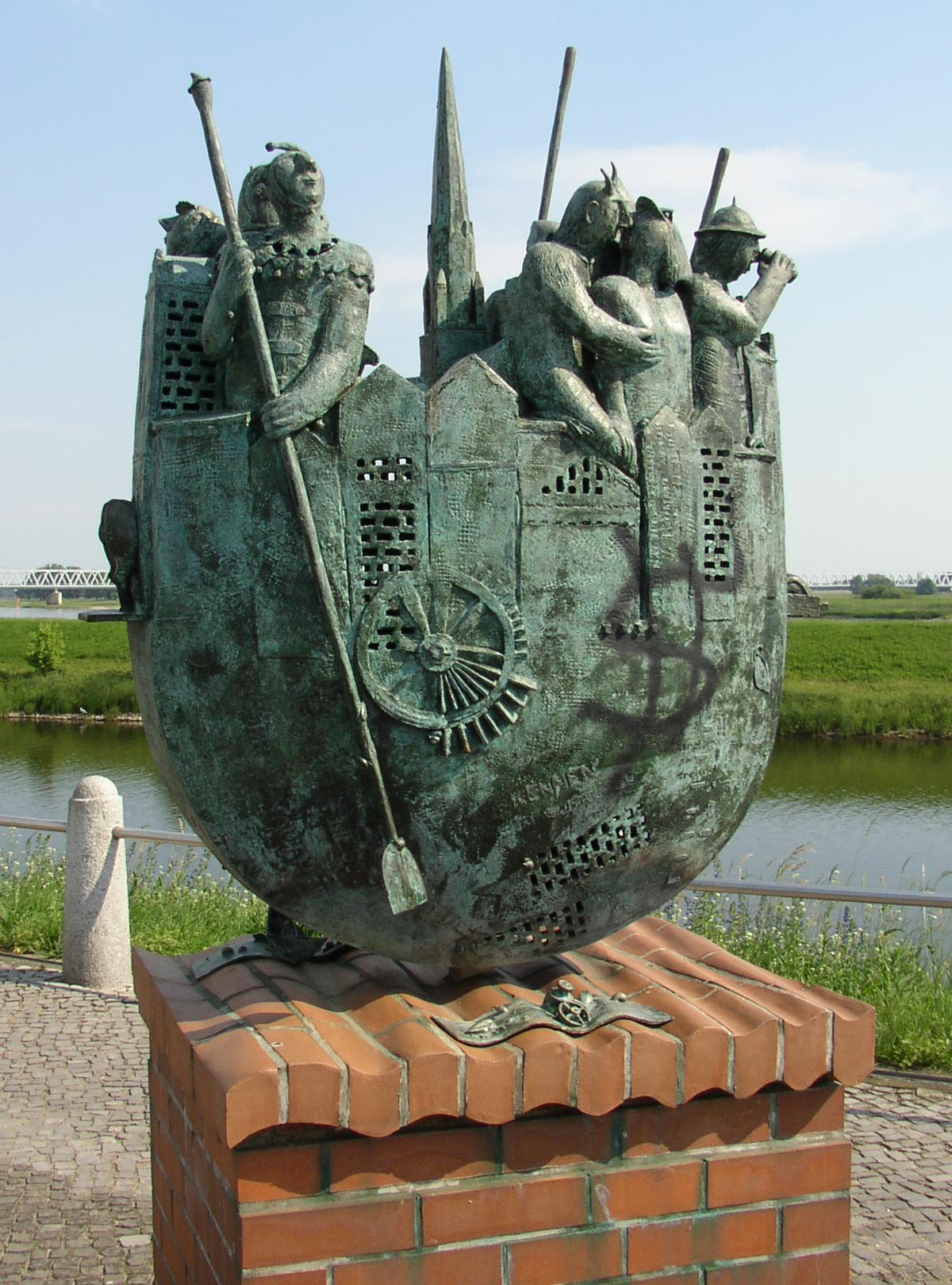
Скульптура «Качели» Кристиана Улига
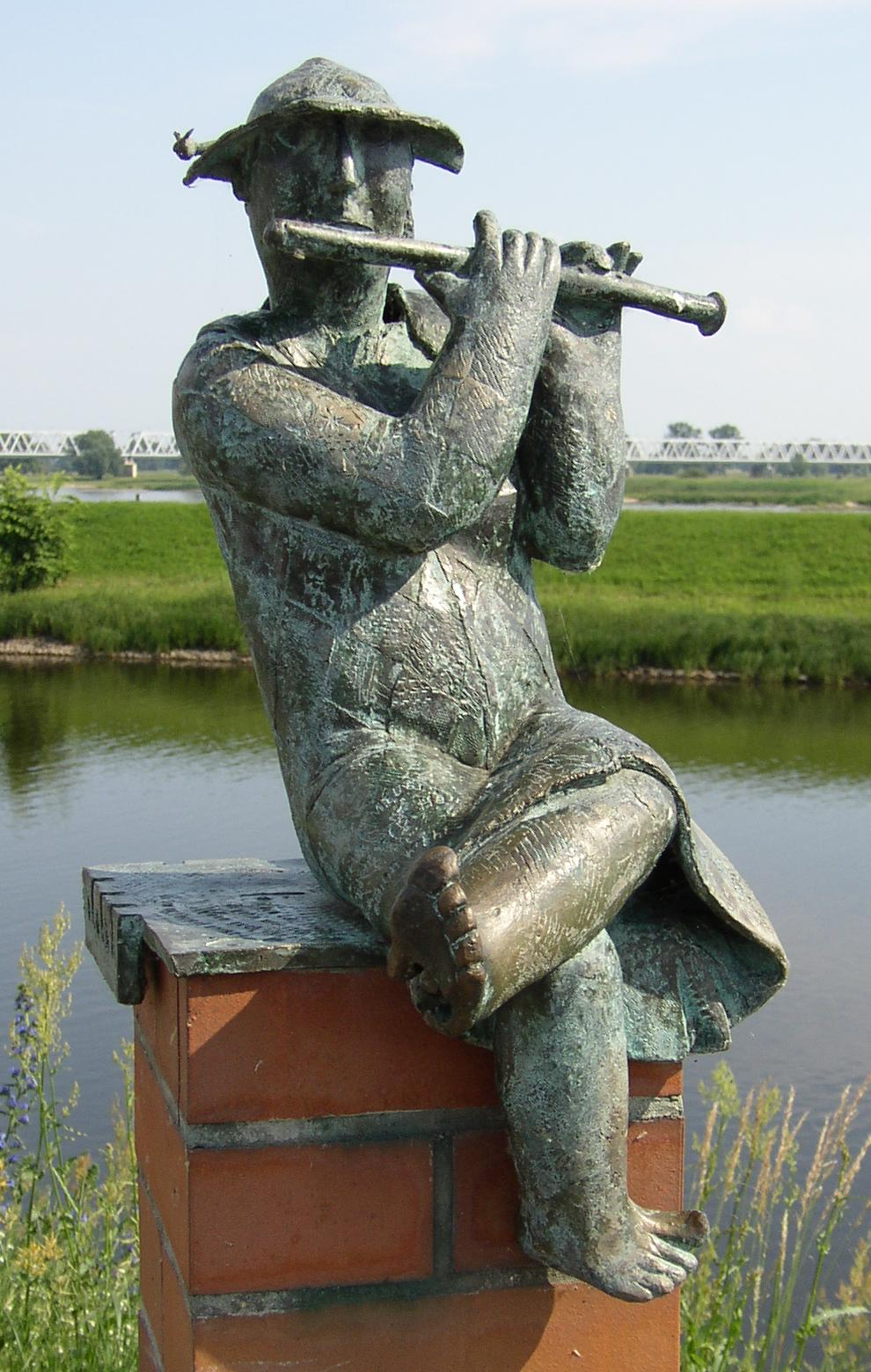
Скульптура «Флейтист» Кристиана Улига